# Saslaujer Stausee
Der Saslaujer Stausee (belarussisch Заслаўскае вадасховішча Saslauskaje wadaschowischtscha; russisch Заславское водохранилище Saslawskoje wodochranilischtsche) ist der größte Stausee in Belarus. Er wird daher umgangssprachlich auch als Minsker Meer (belarussisch Мінскае мора Minskaje mora; russisch Минское море Minskoje more) bezeichnet.

## Beschreibung
Er liegt am Oberlauf der Swislatsch, östlich der Stadt Saslauje und etwa 10 Kilometer nordwestlich der belarussischen Hauptstadt Minsk.
Der Stausee wurde 1956 angelegt, um die geringe Wasserqualität der Swislatsch an die Bedürfnisse der nahegelegenen Millionenstadt Minsk anzupassen. Daneben ist der See vor allem bei Einheimischen ein beliebtes Freizeit- und Urlaubsziel; insgesamt rund 10 Kilometer Strand erstrecken sich entlang des Seeufers. Auch für Wasser- und Motorsportaktivitäten wird der See rege genutzt.